# Marian Renke
Marian Renke (Piotrków Trybunalski, 11 de febrero de 1930 - 16 de diciembre de 1992) fue un activista deportivo y diplomático polaco. Fue presidente del Comité Olímpico Polaco (1978–1986), embajador en Cuba y Jamaica (1971–1976) y España (1986– 1990), diputado en la III Legislatura del Sejm de la República Popular de Polonia (1961-1965). 

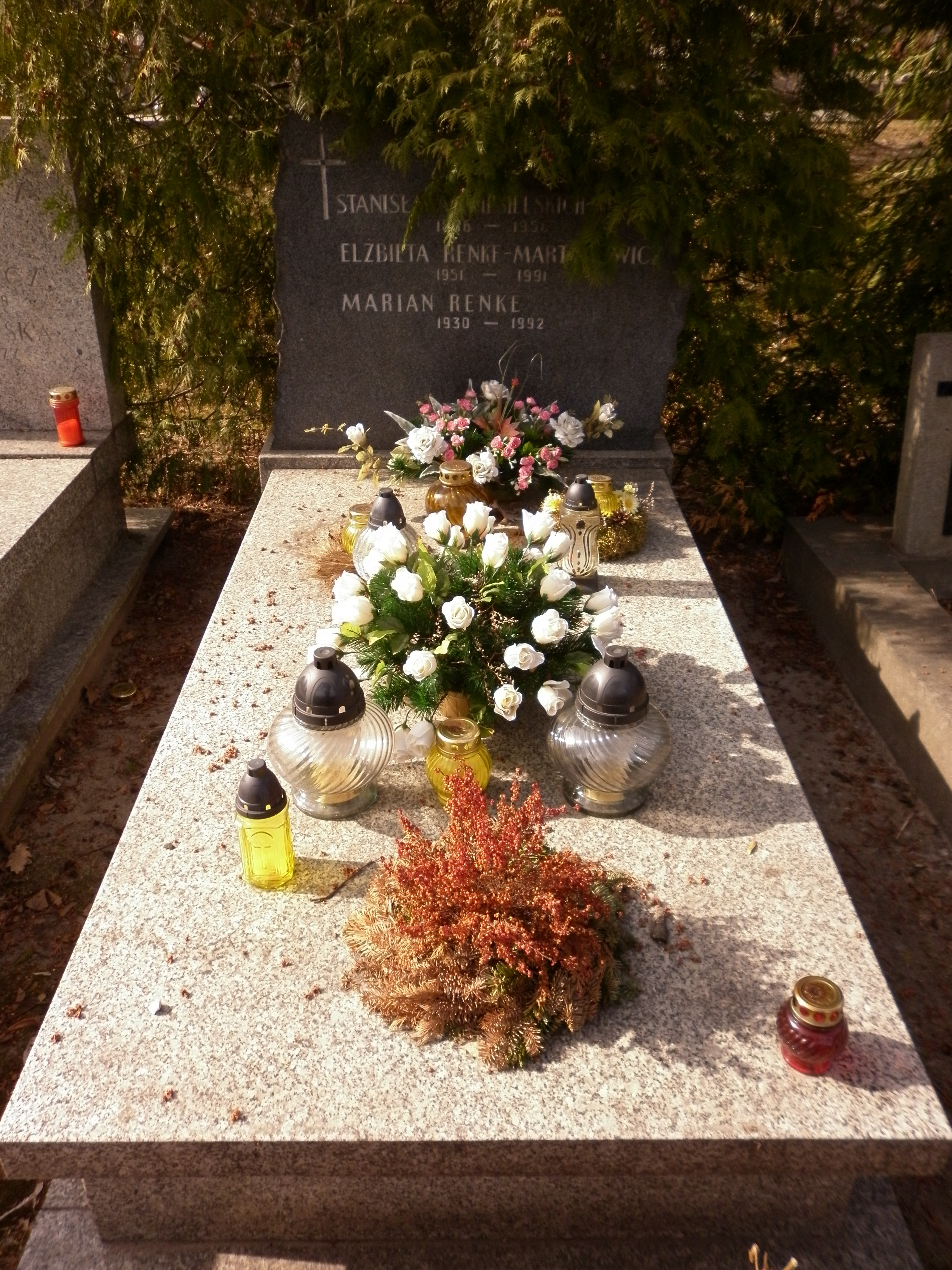
Lápida de Marian Renke

## Biografía
Estudió en la Facultad de Derecho y Economía de la Universidad de Łódź, pero obtuvo su maestría en la Escuela Superior de Ciencias Sociales del Comité Central del POUP en 1966. 
Desde 1947 formó parte del Partido Obrero Polaco, y desde 1948 del Partido Obrero Unificado de Polonia (POUP). Estuvo activo en organizaciones juveniles, y en los años 1957–1964 fue el primer secretario del Comité Central de la Unión de la Juventud Socialista. En los años 1961-1965 ocupó un escaño en la III Legislatura del Sejm de la República Popular de Polonia del tercer mandato como representante del distrito de Wałbrzych y formó parte de la Comisión de Educación y Asuntos Exteriores. Fue miembro del Comité Nacional del Frente de Unidad Nacional en 1958, miembro adjunto del Comité Central del POUP (1959-1971) y jefe adjunto del Departamento de Relaciones Exteriores del Comité Central del POUP (1965-1971). 
Se desempeñó como embajador de Polonia en Cuba y Jamaica (1971–1976). Después de regresar al país, pasó a la promoción del deporte: dirigió la Federación Deportiva de Polonia (1976–1978) y el Comité Olímpico Polaco (1978–1986). Al mismo tiempo, en 1978-1985 fue presidente del Comité General de Cultura Física y Deporte. En 1983 se sentó en el Consejo Nacional de Cultura. En 1983 fue elegido para el Consejo Nacional de la Sociedad de Amistad Polaco-Soviética. De 1986 a 1990 fue de nuevo embajador de Polonia, en esta ocasión en España. 
Ha recibido, entre otras, las siguientes condecoraciones: 
- Cruz de Oficial de la Orden Polonia Restituta
- Medalla Centenario del Natalicio de Lenin.

Está enterrado en el cementerio militar de Powązki en Varsovia.